# Matua
Matua (en ruso: Матуа) es una isla rusa en el archipiélago de las Kuriles. Tiene una superficie de 52 km², que se vio ampliada otro kilómetro y medio por los flujos de lava que se produjeron tras una erupción en 2009. Pertenece al grupo de las Kuriles centrales. Administrativamente, forma parte del óblast de Sajalín.
Al sur se encuentra la isla Rasshua, separada por el estrecho de Nadezhda, y al norte la isla Raikoke. El estrecho de Kruzenstern separa la isla del grupo de las Kuriles septentrionales.
El punto más alto de Matua es el volcán Sárychev, que ha entrado en erupción en 1946, 1954, 1976, 1986, y el 12 de junio de 2009.

## Historia
A mediados del siglo XVIII los ainu, indígenas de las islas, se convirtieron al cristianismo ortodoxo ruso y se declararon súbditos del zar de Rusia al que pagaban sus tributos con pieles de animales. Posteriormente, en 1813 llegó la primera expedición científica rusa.
Hasta la llegada de los japoneses a finales del siglo XIX, en la isla estaba situada una aldea de los ainu de unos 200 habitantes, que fueron trasladados al sur del archipiélago.
Matua fue fuertemente fortificada, convirtiéndola los japoneses en una fortaleza. La guarnición superaba las 3000 personas. Los restos del campo de aviación con tres pistas de aterrizaje de hasta 1 km de largo, hoy se encuentran en buen estado.
Después de la capitulación de 1945, los japoneses abandonaron la isla sin ofrecer resistencia.
Desde el año 2000 la isla permanecía deshabitada. El ejército ruso ha rehabilitado la pista de aterrizaje para desplegar una guarnición permanente y para estudios científicos. http://charly015.blogspot.com/2018/06/primer-aterrizaje-de-un-avion-en-la.html